# Karel Kesselaers
Karel Kesselaers (Oelegem, 3 september 1959) is een Belgisch oud-voetballer. Hij was een verdediger die in de jaren 80 uitkwam voor onder meer KV Mechelen en KSK Beveren.

## Carrière
Karel Kesselaers startte zijn spelerscarrière bij het bescheiden KSK Oelegem. Als tiener maakte hij de overstap naar KV Mechelen, dat in 1977 naar de Tweede Klasse zakte. Als libero werd hij al snel een vaste waarde en in zowel 1980 als 1981 werd hij door de Mechelse supporters verkozen als meest verdienstelijke speler van het jaar. In 1981 promoveerde hij met KV Mechelen naar de Eerste Klasse, maar een jaar later degradeerde de club opnieuw. Vanaf dan begon de zakenman John Cordier zwaar te investeren in de club. Mechelen trok in 1982 de Nederlandse spits Piet den Boer aan en werd meteen kampioen in de tweede divisie.
In het seizoen 1985/86 werd Aad de Mos als trainer aangesteld en trok het bestuur opnieuw enkele talentvolle spelers aan. Desondanks behield Kesselaers zijn plaats in het elftal. In 1987 veroverde hij met Mechelen de beker. Kesselaers startte in de met 1-0 gewonnen finale tegen Club Luik in de basis.
Vanaf dan raakte de inmiddels 28-jarige Kesselaers zijn plaats in het elftal van De Mos kwijt. Hij verloor de concurrentie met Graeme Rutjes en Lei Clijsters en moest zich tevreden stellen met een rol als invaller. In de succesrijke Europacup II-campagne van het seizoen 1987/88 kwam Kesselaers geen enkele keer in actie.
Na het seizoen verhuisde de centrale verdediger naar het SK Beveren van trainer René Desaeyere. Hij kwam twaalf keer in actie voor de Waaslanders. In de zomer van 1989 belandde hij bij derdeklasser Francs Borains. Nadien voetbalde hij nog enkele seizoenen in de lagere afdelingen.

## Erelijst
| Nationaal                 |    |      |
| Kampioen in Tweede Klasse | 1x | 1983 |
| Beker van België          | 1x | 1987 |
| Internationaal            |    |      |
| Europacup II              | 1x | 1988 |